# Alfonso Mejía de Tovar
Alfonso Mejía de Tovar (Villacastín, Segovia, f. siglo XVI – Astorga, 13 de julio de 1636), obispo y escritor español.
Estudió Leyes y Teología en las Universidades de Salamanca y Alcalá de Henares. Se desempeñó primero como abad nullius de la Colegiata de Villafranca del Bierzo y, más tarde, accedió a la dignidad de capellán mayor de las Descalzas Reales de Madrid.
En 1613 se convirtió en obispo de Mondoñedo y, tres años después, en obispo de Astorga. Durante su episcopado, la catedral de Astorga experimentó una importante transformación: se colocó la reja del coro y varios retablos dedicados a la Virgen de la Magestad, la Inmaculada Concepción y Santa Teresa —a la que habría visto personalmente—. Estas tres últimas obras, incluso, fueron costeadas por él mismo, al igual que la cera de las lámparas que alumbraban dichos retablos y la cera del altar de la Magestad, todos costos financiados con las rentas que producía la nevera que el obispo había construido cerca de la ciudad.
En 1621 el obispo Alfonso y el cabildo de la catedral firmaron un acuerdo con el Convento de La Laura de Valladolid, donde la duquesa de Alba había depositado las reliquias sustraidas del monasterio de Peñalba de Santiago, por el cual se recuperó para la Catedral la cabeza y una canilla de San Genadio, que fuera monje y obispo de Astorga en el siglo X. 
En 1623, mientras estaba de visita pastoral en San Miguel de Vidueira (Orense), cayó gravemente enfermo y la ciencia médica no pareció poder acabar con su dolencia. No obstante, el obispo se encomendó a la Virgen de las Ermitas, se recuperó de la enfermedad y a tan solo tres días después de eso, fue hasta dicha ermita y agradeció el milagro. Además, ordenó derribar la pequeña capilla y construir un santuario con un gran edificio que permitiría alojar a sus responsables de cuidarla, a los prelados que la visitaran y a los devotos y peregrinos interesados en venerarla.
Fue gran amante de las artes y dejó alguna obra escrita. Falleció el 13 de julio de 1636, en Astorga.